# Jan Syrový
Jan Syrový (24 de enero de 1888 - 17 de octubre de 1970) fue un general checoslovaco y primer ministro durante la Crisis de Múnich.

## Biografía

### Vida antes de su entrada en política
Jan Syrový estudió construcción en una escuela técnica. Tras su graduación en 1906, se presentó voluntario para un año de servicio en el Ejército austrohúngaro. Posteriormente, estudió en una escuela técnica en Rusia. Durante la Primera Guerra Mundial, luchó en la  Legión Checoslovaca del Ejército ruso y perdió el ojo derecho en la Batalla de Zborov. Más tarde estuvo al frente de la Legión y demás fuerzas antibolcheviques a lo largo del Ferrocarril Transiberiano. Naturalmente esto le proporcionó un reconocimiento que le permitió, una vez terminada la guerra, convertirse en jefe del Estado Mayor del Ejército checoslovaco (1927-1933) y, posteriormente su, inspector general (1933-1938).

### La «Crisis de Múnich»: otoño de 1938
Cuándo dimitió el gobierno de Milan Hodža el 23 de septiembre de 1938, Syrový fue nombrado primer ministro y ministro de Defensa a pesar de sus objeciones por el presidente Beneš. Syrový declaró ser solamente un soldado, no un político, y que carecía de las cualificaciones y experiencia pertinentes para desempeñar puestos tan importantes. El presidente Beneš afirmó que la nación lo necesitaba y que, como soldado, tenía que considerar su petición como una orden. Con algún reparo, Syrový entonces aceptó.
Como primer ministro, tuvo que aceptar los términos del Acuerdo de Múnich el 30 de septiembre. En su discurso por radio, planteó su aceptación forzosa porque para Checoslovaquia, dada la superioridad del enemigo, cualquier conflicto hubiese resultado en una matanza de hombres, mujeres y niños.  Tras la dimisión del presidente Edvard Beneš el 5 de octubre, el primer ministro Syrový desempeñó el cargo de presidente interino (de acuerdo con la Constitución Checoslovaca) hasta que Emil Hácha fue elegido presidente el 30 de noviembre de 1938.
El 6 de octubre, aceptó las exigencias del Partido Popular Eslovaco —admitidas por todas las formaciones políticas salvo por los socialdemócratas y los comunistas— de que se formase un Gobierno autónomo eslovaco con amplias competencias. Syrový nombró a Josef Tiso presidente del nuevo Gobierno autónomo y la reforma territorial se aprobó en el Parlamento nacional el 18 de noviembre por amplia mayoría.
Dimitió como primer ministro el 1 de diciembre de 1938, pero permaneció como ministro de defensa nacional hasta el 27 de abril de 1939. No se unió a la resistencia contra la ocupación alemana ya que era demasiado conocido como para que su participación ayudase al movimiento. Aun así, organizó la transferencia de sumas importantes de un fondo de socorro Legionario para asistir a la resistencia y a las personas que afrontaban la persecución de las nuevas autoridades de ocupación.

### Tras la guerra
El 14 de mayo de 1945, a los pocos días de la rendición alemana, Syrový fue arrestado y acusado de colaboracionismo (a pesar de haber intentado evitar conscientemente ayudar al ocupante, dentro de los que su puesto se lo permitía) y llevado a juicio. En un juicio ejemplarizante de supuestos colaboracionistas en 1947, el Tribunal Nacional le encontró culpable (así como a otros acusados, como, por ejemplo, a su sucesor como primer ministro, Rudolf Beran) y le condenó a veinte años de prisión en duras condiciones.
Liberado en 1960, en la amnistía de Novotný, quedó sin pensión alguna o medio de subsistencia. Para colmo, el régimen comunista le impidió  obtener un empleo. Más adelante,  se le permitió trabajar como guarda nocturno, irónicamente vigilando el "Panorama de la Batalla de Lipany" de Marold. Hasta 1967 el régimen no le concede una reducida pensión de jubilación.
Syrový se sintió profundamente ultrajado por el veredicto del Tribunal Nacional hasta el final de su vida. Con la conciencia tranquila, nunca aceptó la injusticia aparente del veredicto. Comentó su juicio en una entrevista para la revista Report en 1968 y declaró que había tres pruebas supuestamente decisivas presentadas contra él. En primer lugar, una instantánea suya estrechando la mano de Hitler, durante una reunión a la que le obligaron a asistir en el Castillo de Praga. Hitler había realizado un discurso asegurando el futuro de Checoslovaquia bajo la 'protección' del Reich. Al terminar, alargó la mano a Syrový y los fotógrafos inmediatamente les fotografiaron. Otra fotografía proporcionó la segunda prueba de la acusación: tomada en un banquete del gobierno, mostraba a Syrový sentado junto a Konrad Henlein. Syrový se defendió afirmando que la fotografía fue sacada de contexto y utilizada por la propaganda nazi. La prueba final era un contrato de armas con los nazis. Syrový declaró que las armas vendidas habían sido modelos obsoletos de la Primera Guerra Mundial, sin utilidad alguna para Checoslovaquia y que las armas habían sido vendidas a empresas privadas alemanas; además, planteó que  la decisión de vender se tomó por el gobierno en pleno, no únicamente por él. Syrový declaró que, si los aliados de Checoslovaquia  hubiesen ofrecido la ayuda prometida, nunca tendría que haber aceptado el Acuerdo de Múnich, pero que, en su situación, el ejército checoslovaco por sí solo no tenía ninguna posibilidad de éxito frente a los alemanes.
Syrový murió el 17 de octubre de 1970.

## Condecoraciones
Otorgado por Bélgica:
- Orden de la Corona de la segunda clase
- Croix de Guerre 1914-1918

Otorgado por Checoslovaquia:
- Cruz Militar checoslovaca de 1918
- Orden del Halcón con espadas
- Medalla Revolucionaria checoslovaca de 1914-1918
- Medalla checoslovaca de la Victoria de 1918

Otorgado por Estonia:
- Orden del Águila, por la Protección del País: primera clase

Otorgado por Francia:
- Orden Nacional de la Legión de Honor, en el grado de Grand Officier ('gran oficial')
- Orden Nacional de la Legión de Honor, en el grado de Commandeur ('comendador')
- Orden Nacional de la Legión de Honor, en el grado de Officier ('oficial')
- Orden Nacional de la Legión de Honor, en el grado de Chevalier ('caballero')
- Croix de Guerre 1914-1918 con palmas

Otorgado por Italia:
- Orden de la Corona de Italia: segunda clase
- Cruz Militar de Mérito

Otorgado por Japón:
- Orden del Tesoro Sagrado: segunda clase

Otorgado por Yugoslavia:
- Orden de San Sava: primera clase
- Orden del Águila Blanca: primera clase
- Orden del Águila Blanca: segunda clase
- Orden de la Estrella de Karadjordje: segunda clase

Otorgado por Lituania:
- Orden de la Cruz de Vytis: segunda clase

Otorgado por Letonia:
- Orden del Oso Luchador: segunda clase
- Orden de las Tres Estrellas: segunda clase

Otorgado por Marruecos:
- Orden de Ouissam Alaouite: primera clase

Otorgado por Polonia:
- Orden de Polonia Restituta: segunda clase

Otorgado por Rumanía:
- Orden de la Estrella rumana: primera clase
- Orden de la Corona rumana: segunda clase
- Orden por Servicios Leales: primera clase
- Cruz Conmemorativa 1916-1919, con la banda Siberia

Otorgado por Rusia imperial:
- Orden de San Vladimiro: cuarta clase
- Orden de Santa Ana: cuarta clase
- Orden de San Estanislao: tercera clase
- Cruz de San Jorge: cuarta clase

Otorgado por Grecia:
- Orden del Fénix: primera clase
- Medalla al Mérito Militar

Otorgado por Tunisia:
- Orden de Nischan el Iftikchar: primera clase

Otorgado por Gran Bretaña:
- Orden del Baño, en el grado de Caballero Comendador (KCB)